# Моше Авив (небоскрёб)
Моше Авив (ивр. מגדל משה אביב‎), также известный как Городские ворота (מגדל שער העיר‎) — небоскрёб, находящийся в зоне Алмазной биржи на улице Жаботинского в северной части Рамат-Гана (Израиль). В 2001—2016 годах был самым высоким зданием Израиля, уступив затем первенство башне «Азриэли Сарона». До 2001 года высочайшим зданием страны была круглая башня Центра Азриэли.
Строение названо в честь Моше Авива, владельца строительной компании, умершего в октябре 2001 года из-за падения с лошади.
Главный архитектор — Амнон Нив.

## Строительство
Проект Городских ворот был вдохновлён известным зданием Westendstrasse 1 (Франкфурт-на-Майне, Германия). Возведение здания началось в 1998 году и завершилось в 2001 году. Скорость строительства достигала пяти этажей в месяц. При этом в одной смене было всего 40 рабочих. В месяц тратилось 3000 м³ бетона. На этаже 42 окна. Башня имеет высоту 235 метров, 68 надземных этажей, 6 подземных. Общая площадь внутреннего пространства составляет 180 000 м². Большая часть здания (53 870 м²) используется под офисы, 12 верхних этажей отводятся под жильё.
Здание впервые появилось на телевидении в рекламе Израильской лотереи до завершения строительства в декабре 2002 года. Здание имеет собственный спортзал, синагогу и два бассейна. Полная стоимость строительства составила $130 млн, это делает Моше Авив самым дорогим зданием в Израиле.

## Будущее

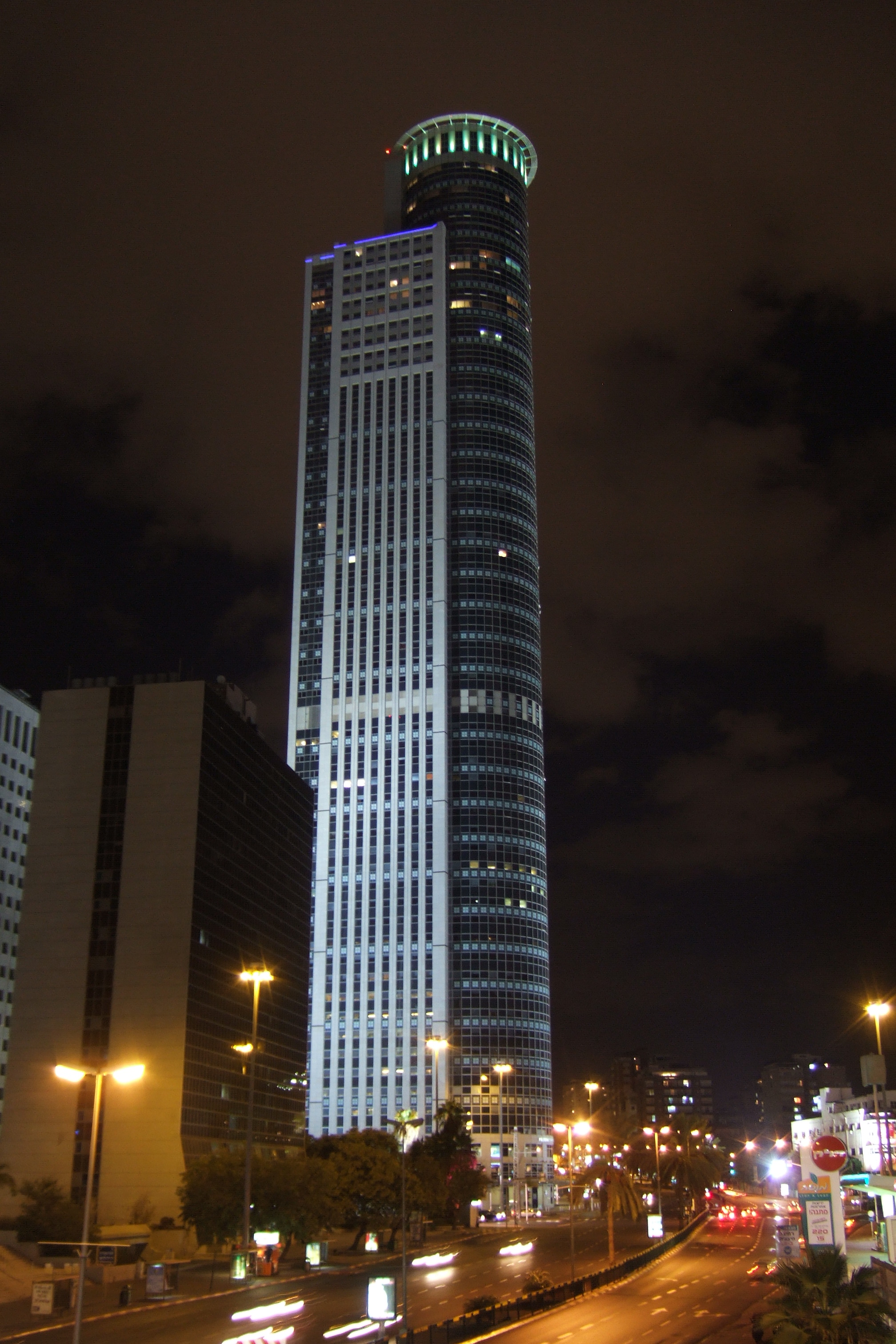
Башня Моше Авив вечером

В 2008 году компания Азорим планировала начать строительство неподалёку от башни Моше Авив ещё одной башни схожей высоты, называемой Башня Элит. В 2015 году было объявлено об отмене проекта.